# Оносма гранитная
Оно́сма грани́тная (лат. Onōsma graniticōla) — вид многолетних травянистых растений рода Оносма (Onosma) семейства Бурачниковые (Boraginaceae). Включена в Красную книгу Украины.

## Ареал и среда обитания
Причерноморский дизъюнктивный эндемик. Встречается в России в Ростовской области и на Украине в Николаевской и Луганской областях. Растёт на степных каменистых склонах.

## Описание
Гемикриптофит. Стержнекорневой монокарпик.
Цветоносные побеги прямостоячие, длиной от 20 до 40 см. Листья линейные, к основанию суженные, от 2 до 7 см длиной, и до 0,7 см шириной.
Чашечка длиной 10—11 мм, венчик белый, 16—18 мм длиной. Цветёт в июне — июле.
Плодоносит в июле — сентябре. Размножается семенами.

## Охрана
Кроме Красной книгу Украины, включена в Красную книгу Ростовской области России.